# Umowa o przeniesienie praw autorskich
Umowa o przeniesienie praw autorskich – umowa zawierana między stronami o przeniesienie praw autorskich majątkowych. Wymaga zachowania formy pisemnej pod rygorem nieważności.
Powinna zawierać dokładne zdefiniowanie stron i przedmiotu umowy, pola eksploatacji oraz zakres czasowy umowy.
Postanowienie co do pól eksploatacji polega na określeniu w jakim zakresie, na jakich płaszczyznach nabywający może rozporządzać utworem; prawo do dzierżawy, najmu, publicznego wystawiania, publikowania, utrwalania i zwielokrotniania itp. Co do zakresu czasowego umowy, można określić czas określony lub nieokreślony; w tym drugim przypadku umowa będzie ważna do czasu rozwiązania lub w przypadku umowy z osobą fizyczną wygaśnie wraz z jej śmiercią, jeśli wcześniej nie została rozwiązana.